# 르 카나르 앙셰네

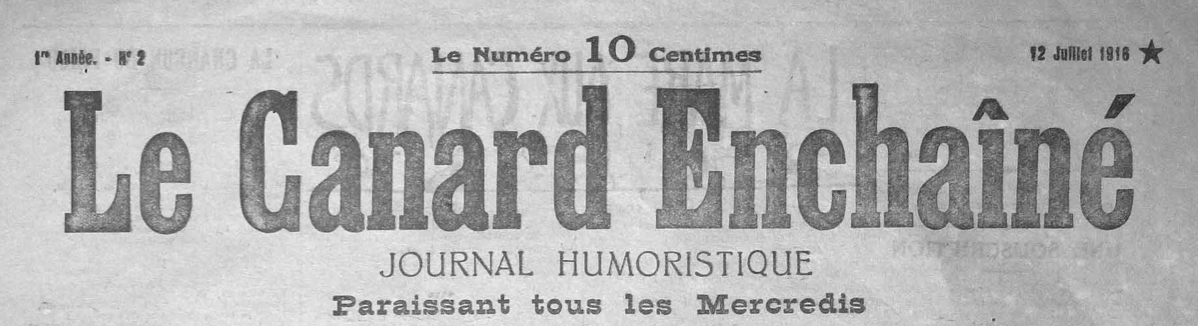

르 카나르 앙셰네(Le Canard enchaîné)는 프랑스에서 주간으로 발행되는 신문이다. 풍자의 색상이 매우 많이 강한 것으로 알려져있다.

## 개요
1915년에 창간되었다. 프랑스에서 가장 오래된 신문의 하나이기도 하다. 이름은 조르주 클레망소가 추천한 L'homme libre (자유로운 사람)라는 신문이 정부 검열에 의해 강제 폐간 당하고 L'homme enchaîné (쇠사슬에 묶여있는 사람)라는 이름으로 부활한 데 따른 것이다. Le Canard enchaîné는 프랑스어로 쇠사슬에 묶인 오리라는 뜻이지만, Canard는 프랑스어 속어로 신문이라는 의미도 가진다.